# Tečić
Tečić es un pueblo ubicado en la municipalidad de Rekovac, en el distrito de Pomoravlje, Serbia.

## Superficie
Posee una superficie de 8,943 kilómetros cuadrados.

## Demografía
Hasta 2011 la población era de 553 habitantes, con una densidad de población de 61,84 habitantes por kilómetro cuadrado.